# Oscar Kidjo
Oscar Slim Kidjo, encore appelé  Dah Kandjo manta Zogbin, est un musicien, producteur et promoteur culturel béninois, mort le 13 juillet 2018. Il est l'ancien directeur artistique et le frère aîné d'Angélique Kidjo.

## Biographie
Oscar Slim Kidjo est le frère aîné et ancien  directeur artistique de la star béninoise Angélique Kidjo,. En tant que responsable du studio Phonovision, il parraine la production de l'album Talents d’Afrique du groupe 3ᵉ Monarchie sorti en décembre 2008.
En 2014, il est membre du jury de All Africa Music Awards (AFRIMA), représentant la région Afrique de l’Ouest.
Suite à une longue maladie, il meurt le 13 juillet 2018 à l'âge de 67 ans.

## Hommages
Le 16 août 2018, les artistes se réunissent à Canal Olympia de Cotonou pour lui rendre hommage. Le ministre du tourisme, de la culture et des sports, Oswald Homéky annonce l’instauration du prix Oscar Kidjo pour honorer sa mémoire.